# Tutuyecuamama
Tutuyecuamama är en ort i Mexiko.   Den ligger i kommunen Del Nayar och delstaten Nayarit, i den centrala delen av landet, 600 km nordväst om huvudstaden Mexico City. Tutuyecuamama ligger 1 309 meter över havet och antalet invånare är 276.
Terrängen runt Tutuyecuamama är huvudsakligen bergig, men österut är den kuperad. Runt Tutuyecuamama är det mycket glesbefolkat, med 5 invånare per kvadratkilometer. Närmaste större samhälle är San Miguel, 16,6 km nordost om Tutuyecuamama. I omgivningarna runt Tutuyecuamama växer huvudsakligen savannskog.